# Lijsterbesblaasmijnmot
De lijsterbesblaasmijnmot (Stigmella sorbi) is een vlinder uit de familie dwergmineermotten (Nepticulidae). De wetenschappelijke naam is voor het eerst geldig gepubliceerd in 1861 door Stainton.
De soort komt voor in Europa.